# Intellipedia

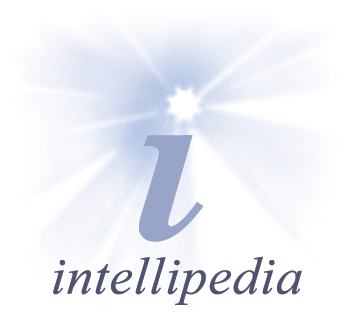
Logo de Intellipedia.

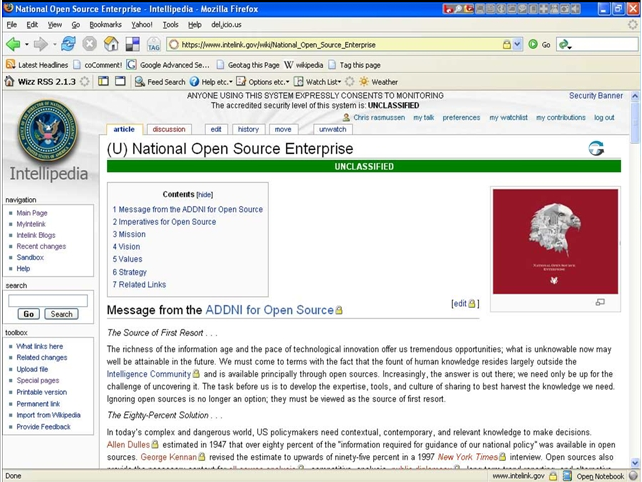
Captura de pantalla del sitio.

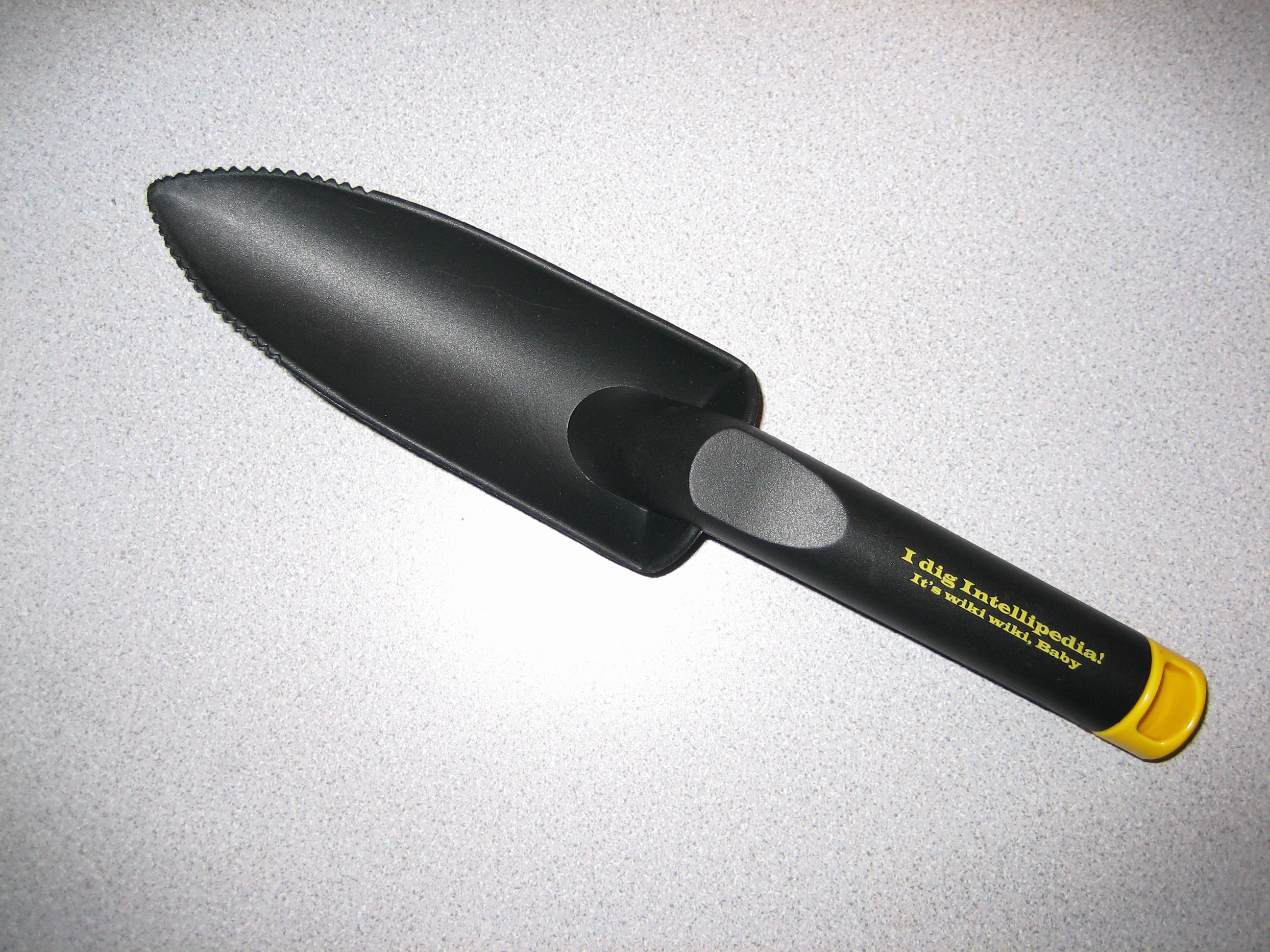
Una pala de intellipedia. Se le concede a editores ejemplares.

Intellipedia es una red de tres wikis internas de las redes estadounidenses de acceso restringido JWICS, SIPRNet e Intelink usadas por 16 agencias de inteligencia de los Estados Unidos. Esta red no es de acceso público.
Intellipedia es un proyecto de la Oficina del Director de Inteligencia Nacional. En octubre del 2006, Intellipedia contaba con 28.000 páginas y 3600 usuarios. Recoge información sobre áreas, personas y temas de interés para las comunidades de inteligencia estadounidenses. Intellipedia usa MediaWiki, el mismo software que utiliza Wikipedia. A pesar de que su nombre aluda a una enciclopedia, se asemeja más a una wiki corporativa que a una enciclopedia. Intellipedia contiene una gran cantidad de material no enciclopédico que incluye notas de reuniones y otros materiales de interés exclusivamente interno y administrativo. La wiki proporciona tal flexibilidad que varias oficinas la están utilizando para mantener y transferir conocimiento sobre las operaciones y eventos diarios. Cualquiera con acceso a ella tiene permiso para escribir y editar artículos.
Intellipedia se creó como una plataforma para armonizar los diferentes puntos de vista de las agencias y analistas de la comunidad. Los puntos de vista se atribuyen a las agencias y a los individuos que participan en ella, con la esperanza de que se alcance algún consenso.
Hay varios proyectos en marcha para explorar el uso de Intellipedia como la principal herramienta de calibración.